# Bufo
Bufo é um género de sapos da família Bufonidae. Este gênero normalmente é responsável pelos casos de intoxicações por bufotoxina.

## Acidentes por bufotoxina
Abocanhamento ou ingestão de sapos pode causar problemas brandos a graves em cães e gatos. Todos os sapos possuem glândulas em sua pele, com gosto desagradável para animais, podendo estimular efeitos locais como salivação. O sapo-do-rio-colorado e o sapo-marinho são espécies tóxicas. As glândulas parótidas destes animais contem bufotoxinas.
Os sintomas aparecem após poucos minutos do abocanhamento do sapo. O sintoma mais característico seria a irritação seguida da hipersalivação. O surgimento de anormalidades cardíacas sugere a exposição às espécies tóxicas de sapos. Os sinais cardíacos associados seriam cianose, depressão, fraqueza, colapso, edema pulmonar e convulsões. Pode ocorrer emese e diarreia. A morte é comum 30 minutos após a exposição ao mesmo.

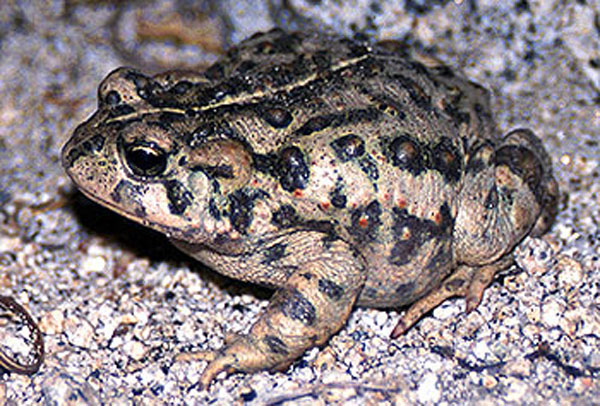
Bufo boreas
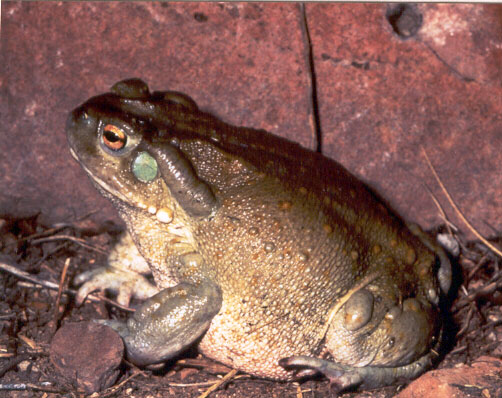
Bufo alvarius
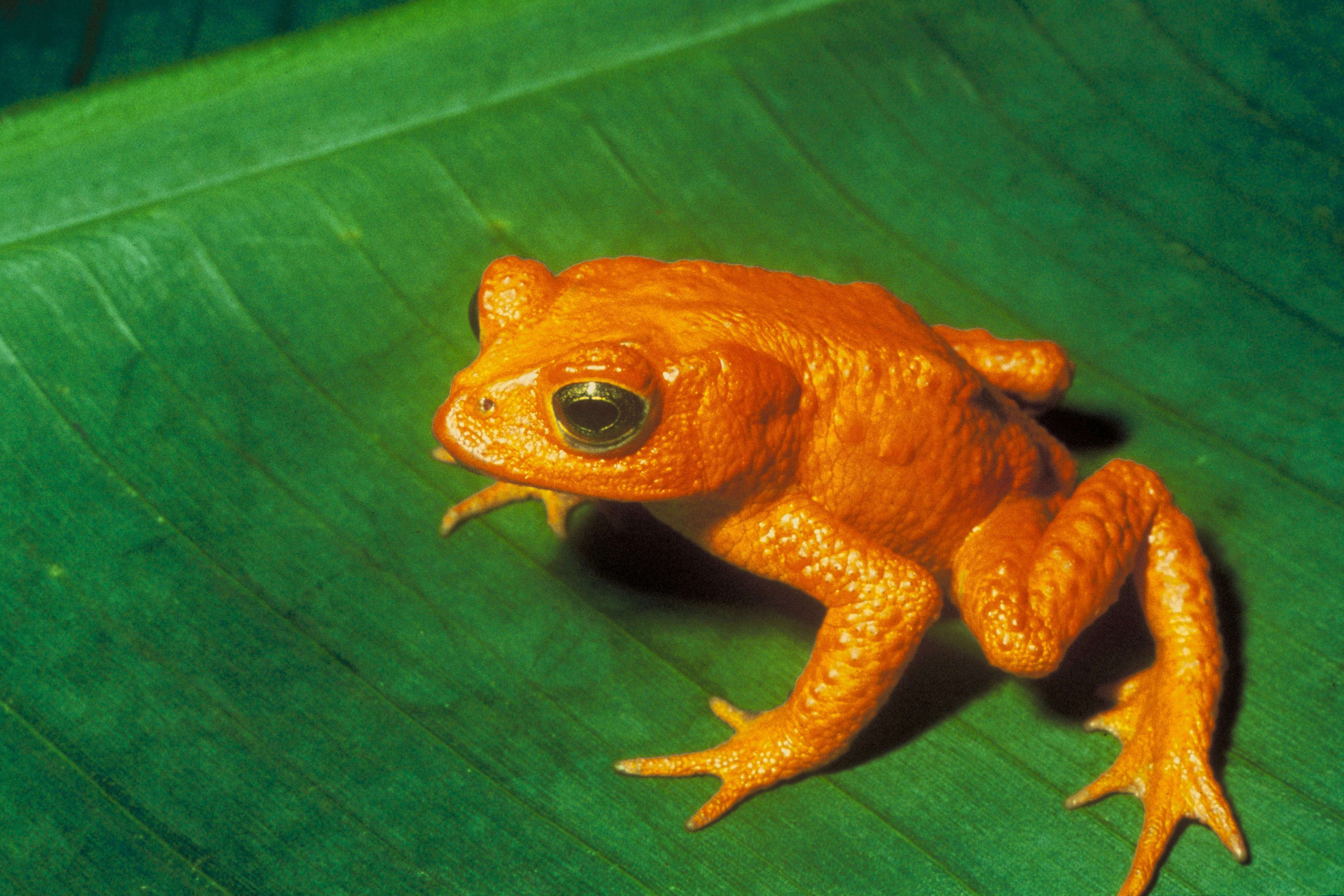
Bufo periglenes

## Espécies
- B. achalensis
- B. achavali
- B. acutirostris
- B. ailaoanus
- B. alatus
- B. alvarius
- B. amabilis
- B. amatolicus
- B. amboroensis
- B. americanus
- B. amieti
- B. anderssoni
- B. andrewsi
- B. angusticeps
- B. arabicus
- B. arborescandens
- B. arenarum
- B. arequipensis
- B. arunco
- B. asmarae
- B. asper
- B. aspinius
- B. atacamensis
- B. atukoralei
- B. bankorensis
- B. baxteri
- B. beddomii
- B. beebei
- B. beiranus
- B. bergi
- B. blanfordii
- B. blombergi
- B. bocourti
- B. boreas
- B. brauni
- B. brevirostris
- B. brongersmai
- B. buchneri
- B. bufo
- B. burmanus
- B. caeruleostictus
- B. calamita
- B. californicus
- B. camerunensis
- B. campbelli
- B. canaliferus
- B. canorus
- B. castaneoticus
- B. cataulaciceps
- B. cavifrons
- B. ceratophys
- B. chavin
- B. chudeaui
- B. coccifer
- B. cognatus
- B. compactilis
- B. coniferus
- B. cophotis
- B. corynetes
- B. cristatus
- B. cristiglans
- B. cristinae
- B. crocus
- B. crucifer
- B. cryptotympanicus
- B. cyphosus
- B. damaranus
- B. danielae
- B. dapsilis
- B. debilis
- B. defensor
- B. dhufarensis
- B. diptychus
- B. djohongensis
- B. dodsoni
- B. dombensis
- B. dorbignyi
- B. empusus
- B. exsul
- B. fastidiosus
- B. fenoulheti
- B. fernandezae
- B. fissipes
- B. fluviaticus
- B. fowleri
- B. fractus
- B. fuliginatus
- B. funereus
- B. fustiger
- B. gallardoi
- B. gargarizans
- B. gariepensis
- B. garmani
- B. gemmifer
- B. glaberrimus
- B. gnustae
- B. gracilipes
- B. grandisonae
- B. granulosus
- B. guentheri
- B. gundlachi
- B. guttatus
- B. gutturalis
- B. haematiticus
- B. hemiphrys
- B. himalayanus
- B. hoeschi
- B. holdridgei
- †B. holmani
- B. hololius
- B. houstonensis
- B. hypomelas
- B. ibarrai
- B. ictericus
- B. inca
- B. intermedius
- B. inyangae
- B. iserni
- B. japonicus
- B. jimi
- B. justinianoi
- B. juxtasper
- B. kabischi
- B. kassasii
- B. kavangensis
- B. kelloggi
- B. kerinyagae
- B. kisoloensis
- B. kotagamai
- B. koynayensis
- †B. kuhrei
- B. langanoensis
- B. latastii
- B. latifrons
- B. lemairii
- B. lemur
- B. leucomyos
- B. limensis
- B. lindneri
- B. longinasus
- B. lonnbergi
- B. luetkenii
- B. lughenisis
- B. luristanicus
- B. macrocristatus
- B. maculatus
- B. margaritifer
- B. marinus
- B. marmoreus
- B. mauritanicus
- B. mazatlanensis
- B. melanochlorus
- B. melanopleura
- B. melanostictus
- B. mexicanus
- B. microscaphus
- B. microtympanum
- B. minshanicus
- B. mocquardi
- B. nasicus
- B. nebulifer
- B. nelsoni
- B. nesiotes
- B. noellerti
- B. nyikae
- B. oblongus
- B. occidentalis
- B. ocellatus
- B. olivaceus
- B. pageoti
- B. pantherinus
- B. pardalis
- B. parietalis
- B. parkeri
- B. peltocephalus
- B. pentoni
- †B. periglenes
- B. peripatetes
- B. perplexus
- B. perreti
- B. pewzowi
- B. poeppigii
- B. poweri
- B. proboscideus
- B. pseudoraddei
- B. punctatus
- B. pygmaeus
- B. quechua
- B. quercicus
- B. raddei
- B. rangeri
- B. reesi
- B. regularis
- B. retiformis
- B. robinsoni
- B. roqueanus
- B. rubescens
- B. rubropunctatus
- B. rumbolli
- B. scaber
- B. schmidti
- B. schneideri
- B. scitulus
- B. sclerocephalus
- B. scorteccii
- B. silentvalleyensis
- B. simus
- B. speciosus
- B. spiculatus
- B. spinulosus
- B. stanlaii
- B. steindachneri
- B. stejnegeri
- B. sternosignatus
- B. stomaticus
- B. stuarti
- B. sumatranus
- B. superciliaris
- B. surdus
- B. tacanensis
- B. taiensis
- B. taitanus
- B. taladai
- B. terrestris
- B. tibetanus
- B. tihamicus
- B. togoensis
- B. torrenticola
- B. tuberculatus
- B. tuberosus
- B. turkanae
- B. tutelarius
- B. urunguensis
- B. uzunguensis
- B. valhallae
- B. valliceps
- B. variegatus
- B. vellardi
- B. veraguensis
- B. verrucosissimus
- B. vertebralis
- B. villiersi
- B. viridis
- B. vittaus
- B. wolongensis
- B. woodhousii
- B. xeros